# 夏文彦
夏 文彦（なつ ふみひこ、本名・冨田幹雄、1944年12月18日 - 1992年8月25日）は日本の作家、批評家、コラムニスト。夏文彦というペンネームは中国元代の文人・夏文彦（か ぶんげん）に因む。一方で仲間内では本名の冨田幹雄に因む「トミイ」のニックネームで通っており、自ら「薔薇のトミイ」とプリントされた千社札を作って配っていた。

## 略歴
1944年、東京都大田区蓮沼生まれ。婚姻外の誕生であったため、母方の小黒姓を名乗る。その後、母の結婚・離婚に伴って冨田姓→小黒姓と変遷。最終的には「母親の所行に激怒し」冨田姓を名乗ることになる。
1965年、中央美術学園絵画科卒業。山本夏彦が主催する雑誌『室内』編集部に入る。その後、雄鶏社社員、百科事典編集者を経てフリー。
1969年、創刊間もない『週刊ポスト』に社外記者として参加。取材を通して知り合った田中小実昌に引き立てられ、周囲からは「田中コミさんの弟子のような男」と見られていた。
1970年、黒木和雄監督の『日本の悪霊』にチョイ役で出演。1974年には本名の冨田幹雄名義（クレジットは「富田幹雄」）で『竜馬暗殺』の企画製作に携わる。当人も含め、関係者の多くが新宿ゴールデン街にゆかりの人物だったため、「ゴールデン街が作った映画」とも言われた。また、この映画製作がきっかけとなって、1974年から3年間、原田芳雄のマネージャーを務めた。
1976年、初の小説『新学期だ、麻薬を捨てろ』をソノラマ文庫より刊行。都立N高校に通う水島明（通称「メイ」）を主人公とするジュブナイル小説（当時はまだ「ライトノベル」という呼び名はなかった）。
1978年、唯一の映画論集『映画・挑発と遊撃』を白川書院より刊行。「遊撃」は心酔する斎藤龍鳳の『遊撃の思想』（三一書房）に因んでおり、本書のために「斎藤龍鳳の存在と不在」も書き下ろした。
1980年、『戦国少年隊』をソノラマ文庫より刊行。1981年、岐阜県大野郡清見村に移住。同地を拠点に『戦国少年隊』シリーズを書き継ぎ、最終的に全6巻が刊行されるロングシリーズとなった。ただし、売れ行きは芳しくなかったとされる。そのためか、1984年には一転して成人向けのバイオレンス小説『女戦士 復讐の饗宴』をトクマ・ノベルズより刊行。こちらもシリーズ化されて全4巻刊行され、内3巻は電子復刻版が刊行されている。
1986年6月、高山赤十字病院にて舌部歯肉腫瘍手術を受ける。さらに1987年4月には癌研究会附属病院（現・がん研究会有明病院）で10時間に及ぶ中咽頭腫瘍手術を受ける。退院後、飛騨での生活を切り上げ、千葉県山武郡大網白里町に移住。
1989年11月、『竜馬暗殺』以来の仲だった松田優作が膀胱癌により死去。同年12月に刊行された私立探偵・八杉慎一を主人公とするネオ・ハードボイルド『友よ来りて我を葬え』（トクマ・ノベルズ）のカバー裏のブラーブでは「自身が癌研究病院から生還した経験をもつだけに、心境も複雑だ。訃報に接して思わず「俺が入口で、優作は出口かよ」と叫んだ。通夜では呑んでも酔えず、この希有な怪優を悼む思いは大きく深い」とその心境が描写されている。
1991年7月、手足のしびれを訴え、川崎市内の病院に入院。その後、血管腫と診断される。1992年8月25日、死去。亡くなる30分前、原田芳雄のために書いた企画書が遺言となった。ただし、原田芳雄によれば「映画の企画の題名が書いてあるんだけど、それが読めない。企画、芳雄まで読めるんだけど、最後はそれを書いて三〇分……」。荒井晴彦に「それが遺言ですか、映画のタイトルが」と問われた原田芳雄は「ええ」と答えている。
1993年9月26日、「冨田幹雄＝夏文彦を偲ぶ会」が開催され、この場で友人たちの手によって完成した長編小説『ロング・グッドバイ』の単行本がお披露目された。井家上隆幸によれば、生前、出版を望みながら「ハードボイルド・エンターテインメントではなく純文学的で地味だと複数の出版社でお蔵入りになっていた小説」で、あとがきは田中小実昌が書いた。

## 著書

### 小説
- 新学期だ、麻薬を捨てろ ソノラマ文庫 1976 - 黒田征太郎装幀
- 殺し屋だ、手をあげろ ソノラマ文庫 1977 - 黒田征太郎装幀
- 戦国少年隊シリーズ
  - 戦国少年隊 ソノラマ文庫 1980 - 黒田征太郎装幀
  - 戦国少年隊・鉄仮面 ソノラマ文庫 1981 - 黒田征太郎装幀
  - 戦国少年隊・忍狩り ソノラマ文庫 1981 - 黒田征太郎装幀
  - 戦国少年隊・白昼夢 ソノラマ文庫 1982 - 黒田征太郎装幀
  - 戦国少年隊・宝盗り ソノラマ文庫 1983 - 黒田征太郎装幀
  - 戦国少年隊・本能寺 ソノラマ文庫 1986 - 黒田征太郎装幀
- 女戦士シリーズ
  - 女戦士 復讐の饗宴 トクマ・ノベルズ 1984 徳間文庫 1990 電子復刻版あり
  - 女戦士 叛逆の挽歌 トクマ・ノベルズ 1985 徳間文庫 1991 電子復刻版あり
  - 女戦士 殉教の報酬 トクマ・ノベルズ 1988 徳間文庫 1991 電子復刻版あり
  - 女戦士 エロスの煉獄 ベストセラー・ノベルズ 1989
- さらば愛しき娘よ 講談社ノベルス 1984
- 刃と拳銃[注釈 2] 徳間書店 1989
- 友よ来りて我を葬え トクマ・ノベルズ 1989
- 新宿発、コカイン逃亡者 トクマ・ノベルズ 1991
- ロング・グッドバイ[注釈 3] 早稲田書房 1993 - 黒田征太郎装画、長友啓典装幀

### 評論
- 映画・挑発と遊撃 白川書院 1978 - 黒田征太郎装幀

### 共著
- ラヴ・マイナス・ゼロ CBS・ソニー出版 1985
  - 冷血（コールド・ブラッド）
- 愛! 徳間文庫 1990
  - B級アクション『やさしく死にたい』

## 映画

### 出演
- 日本の悪霊 黒木和雄監督 中島正幸プロ/日本ATG 1970
- 濡れた賽ノ目[7] 若松孝二監督 若松プロ 1974
- 絶倫の壺[2] 渡辺護監督 ミリオンフィルム 1975

### 企画製作
- 竜馬暗殺 黒木和雄監督 映画同人社/日本ATG 1974

## その他の仕事

### 編書
- 愛なんて知らない 岡崎里美17才の遺書 槇出版 1972 毎日ワンズ 2007
- B級パラダイス 俺の昨日を少しだけ 原田芳雄エッセイ集 ベストセラーズ 1982 復刻版 2011

### 作詞
- LAST ONE 原田芳雄 ビクターレコード/ディスコメイト 1977 EMIミュージック・ジャパン 2011
  - 花づくし 朝コータロー作曲
- 天然色 原田芳雄 東芝EMI 1991
  - ビッグ・ママ・ブルース[注釈 4] 宇崎竜童作曲

### 文庫解説
- マラッカ海峡 谷恒生 集英社文庫 1981